# Lincolntunnelen
Lincolntunnelen er en 2,4 km lang samling af tre tunneler under Hudson River i New York City. Den forbinder Weehawken i New Jersey med Midtown Manhattan og blev tegnet af norskfødte Ole Singstad; den er opkaldt efter præsident Abraham Lincoln. Den første af de tre tunneler, den midterste, blev taget i brug i 1937, den nordligste i 1945, mens den sydligste af tunnelerne åbnede i 1957. Der passerer dagligt omkring 120.000 køretøjer gennem Lincolntunnelen, der er én af to tunneler under floden; den anden er Hollandtunnelen.
40°45′45″N 74°00′40″V / 40.7625°N 74.0111°V